# Ksantyna
Ksantyna (2,6-dihydroksypuryna) – organiczny związek chemiczny, jedna z zasad purynowych, bezpośredni prekursor kwasu moczowego. Metylowymi pochodnymi ksantyny są kofeina, teobromina i teofilina, natomiast pochodna deoksygenowana w pozycji 2 to hipoksantyna (2-deoksyksantyna). Reszta ksantyny stanowi zasadę heterocykliczną w nukleozydzie ksantozynie. 
Obecność ksantyny została wykryta w meteorycie Murchison. Badania wykluczyły ziemskie pochodzenie cząsteczek.

## Kliniczne znaczenie pochodnych ksantyny
Pochodne ksantyny, nazywane zbiorczo ksantynami, to grupa alkaloidów powszechnie używanych ze względu na ich łagodny efekt stymulujący i rozkurczający oskrzela, co jest wykorzystywane w leczeniu objawów astmy. Szeroki wpływ ustrojowy sprawia, że zakres terapeutyczny ksantyn jest wąski, czyniąc je raczej drugorzędnymi środkami leczenia astmy. Poziom terapeutyczny wynosi 10–20 μg/ml w krwi; oznakami poziomu toksycznego jest drżenie rąk, nudności, mdłości, zdenerwowanie, tachykardia i arytmia. W przeciwieństwie do silniejszych stymulantów, ksantyny inhibują mechanizmy senności indukowanej adenozyną, czyniąc je mniej efektywnymi stymulantami niż sympatykomimetyki. 
Metylowanymi pochodnymi ksantyny są kofeina, paraksantyna, teofilina i teobromina. Związki te inhibują fosfodiesterazę i są antagonistami receptora adenozyny.

Kofeina: R^{1} = R^{2} = R^{3} = CH_{3}
Teobromina: R^{1} = H, R^{2} = R^{3} = CH_{3}
Teofilina: R^{1} = R^{2} = CH_{3}, R^{3} = H

| Nazwa      | R1  | R2  | R3  | Nomenklatura IUPAC                          | Występowanie                       |
| ---------- | --- | --- | --- | ------------------------------------------- | ---------------------------------- |
| kofeina    | CH3 | CH3 | CH3 | 1,3,7-trimetylo-1H-puryno-2,6(3H,7H)-dion   | kawa, guarana, yerba mate, herbata |
| teobromina | H   | CH3 | CH3 | 3,7-dihydro-3,7-dimetylo-1H-puryno-2,6-dion | czekolada, yerba mate              |
| teofilina  | CH3 | CH3 | H   | 1,3-dimetylo-7H-puryno-2,6-dion             | herbata                            |
| ksantyna   | H   | H   | H   | 3,7-dihydro-puryno-2,6-dion                 | rośliny, zwierzęta                 |